# 林杉
林杉（1914年—1992年2月5日），原名李文德，化名施凌散、施林杉等，男，浙江慈溪人，中国电影剧作家，曾任中国电影家协会理事，中国电影文学学会首任会长，《大众电影》主编。代表作有《吕梁英雄》、《刘胡兰》、《上甘岭》、《党的女儿》等。